# OHV-Ventilsteuerung

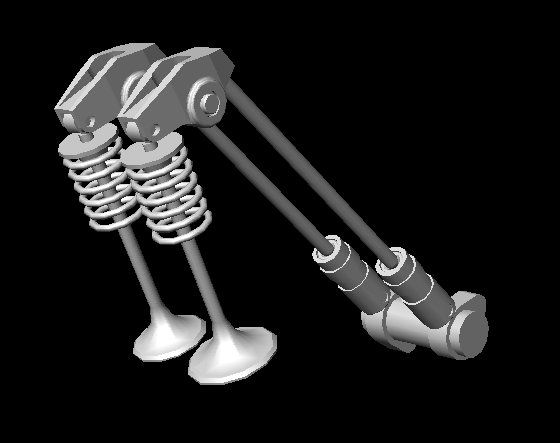
OHV-Ventilsteuerung mit Stoßstangen und Kipphebel

Die OHV-Ventilsteuerung (englisch overhead valves, „Überkopfventile“, deutsch „hängende Ventile“) ist eine Bauform des Ventiltriebs von Viertakt-Hubkolben-Verbrennungsmotoren, bei der die Einlass- und Auslass-Ventile im Zylinderkopf angeordnet sind. Die Ventile werden in der Regel von einer untenliegenden Nockenwelle über Stößel, Stoßstangen und Kipphebel betätigt; der OHV-Motor des Tatra-77-Pkw kommt jedoch dank sehr langer Kipphebel („Schwinghebel“) ohne Stößel und ohne Stoßstangen aus. Auch manche Zweitakt-Dieselmotoren mit Gleichstromspülung, wie etwa langsamlaufende Schiffsdieselmotoren, haben hängende Auslassventile, die aber auch hydraulisch betätigt sein können.
Mit Hilfe der Bewegungsrichtung der Ventilöffnung in Bezug auf die Kolbenbewegung definiert die DIN-Norm 1940 die Begriffe „obengesteuerter“ und „untengesteuerter Motor“, sie enthält aber keine Definition für die OHV-Ventilsteuerung. Aus dem Begriff selbst geht die Lage der Nockenwelle nicht hervor. In der Regel benutzt man die Bezeichnung OHV für Motoren, bei denen die Nockenwelle im Kurbelgehäuse – also „untenliegend“ – platziert ist.
Ist die Nockenwelle im Zylinderkopf, spricht man von einer OHC-Ventilsteuerung (overhead camshaft, obenliegende Nockenwelle), bei zwei Nockenwellen von DOHC (double overhead camshaft). DOHC bedeutet nicht automatisch vier Ventile je Brennraum (Mehrventiltechnik); grundsätzlich können mit den zwei obenliegenden Nockenwellen auch je ein Ventil pro Brennraum betätigt werden. Als OHC-Variante stellte Opel von ca. 1965 bis ca. 1994 sogenannte „CIH-Motoren“ (camshaft in head, Nockenwelle im Zylinderkopf) her.

## Geschichte
Élie-Victor Buchet beantragte am 5. August 1899 ein britisches Patent (Nr. 16.084) auf einen Zylinderkopf mit hängenden Ventilen. Motoren nach diesem System wurden von der Société Buchet im frühen 20. Jahrhundert produziert. Vor allem aus Kostengründen wurden jedoch bis zum Ende der 1930er Jahre viele Viertakt-Ottomotoren, bei denen nicht maximale Leistung gefordert war, mit stehenden Ventilen als „Seitenventiler“ ausgelegt.
Nach dem Zweiten Weltkrieg wurden im Zuge der Massenmotorisierung höhere Ansprüchen an Leistung in Verbindung mit geringem Kraftstoffverbrauch gestellt. Erst um 1960 herum wurden im deutschen Automobilbau die letzten Seitenventilmotoren – zum Beispiel 1957 im Mercedes-Benz 180 und 1962 im Taunus 12M der Kölner Ford-Werke – durch OHV-Motoren ersetzt.
Konstruktiv war der Übergang vom SV- zum OHV-Motor relativ leicht zu bewerkstelligen, da die Nockenwelle ihre Lage im Kurbelgehäuse behielt. Aufbauend auf der alten SV-Konstruktion von 1936 wurde von Fiat 1948 ein äußerlich ähnlich aussehender neuer Motor mit OHV-Steuerung für den Fiat 500 Topolino entwickelt. Erst im 1955 erschienenen Fiat 600 wurde sie von einer Neukonstruktion ersetzt, die mit vergrößerten Hubraum in mehreren Fiat-Modellen verwendet wurde, zuletzt im Panda bis 1986.
OHV-Motoren wurden von den meisten Automobilherstellern gebaut. Die wohl bekannteste Konstruktion ist der Boxermotor des VW Käfer. Weitere Vertreter dieser Bauart sind z. B. die seit 1959 als „Kent“ (Vierzylinder-Reihenmotor) und „Essex“ (Sechszylinder-V-Motor, ab 1967) bekannten Ottomotoren von Ford. Eine modifizierte V-6-Konstruktion wurde bis 1985 im Ford Granada und bis 1994 im Nachfolger Scorpio; der zum „Valencia“-Typ weiterentwickelte Vierzylinder sogar bis 2001 im Ford Fiesta eingebaut. Auch der zuerst im Opel Kadett A von 1962 verwendete OHV-Motor wurde bis in die 1990er Jahre in verschiedenen Modellen des General-Motors-Konzerns (u. a. von Opel und Vauxhall) eingesetzt.

## Vorteile

### Vorteile gegenüber SV

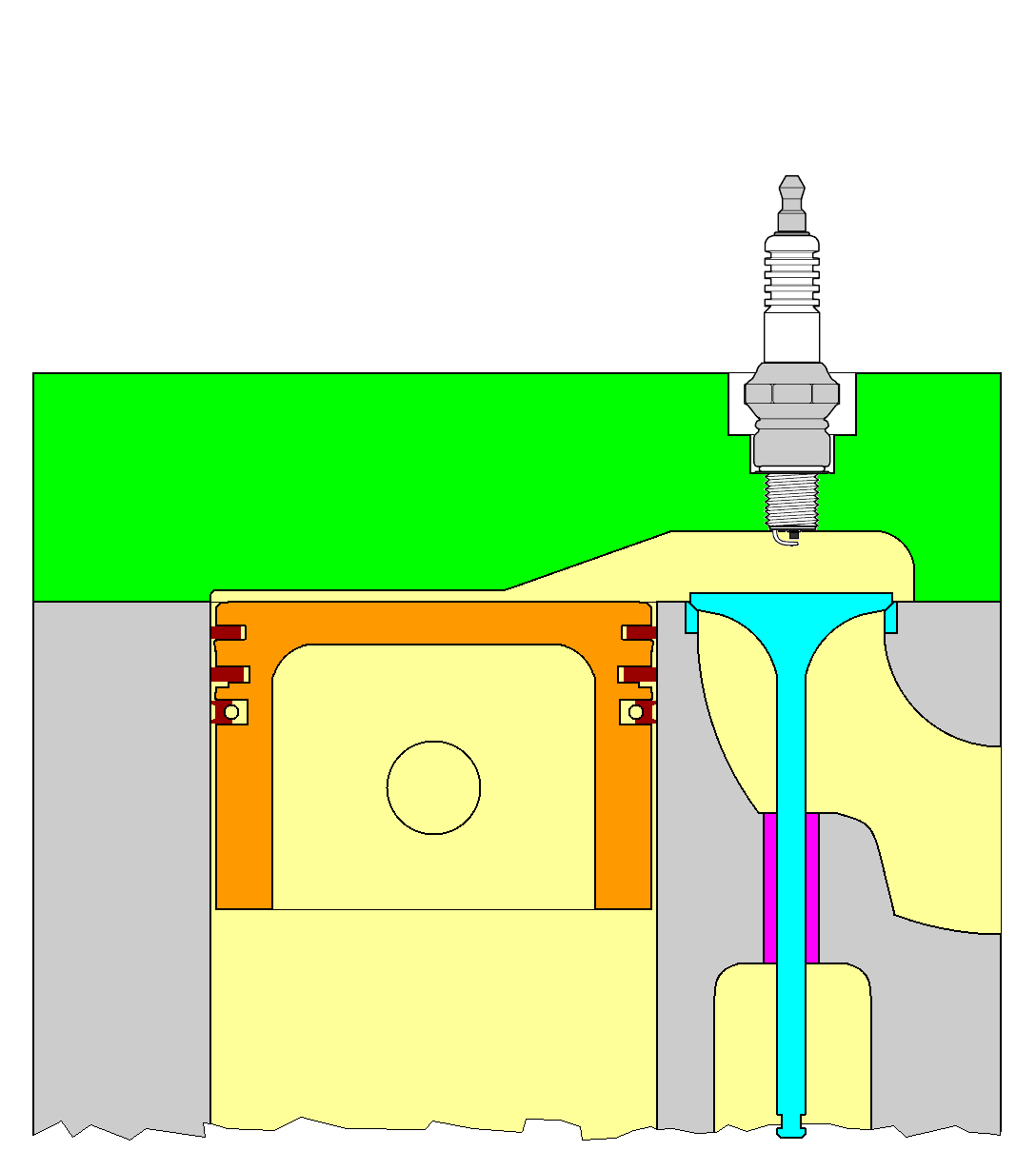
Motor mit stehendem Ventil

Der grundlegende Vorteil der OHV-Konstruktion ist die günstigere Brennraumform gegenüber einem Motor mit stehenden Ventilen (SV-Motor). Außerdem ergeben sich strömungstechnisch günstigere Formen der Einlass- und Auslasskanäle. Dies führt zu einer erheblichen Leistungssteigerung gegenüber SV-Motoren. Daher wurden OHV-Motoren zuerst im Rennsport und im Flugmotorenbau eingesetzt.

## Nachteile

### Nachteile gegenüber SV
Nachteilig gegenüber dem SV-Motor sind der höhere Bauaufwand (Kosten) und auch die Geräuschentwicklung des Ventiltriebs. Wegen der langen Stoßstangen und der unterschiedlichen Wärmeausdehnung der Materialien von Zylinderblock und Stoßstangen ist eine sorgfältige Einstellung des Ventilspiels erforderlich. Dennoch ist das tickernde Laufgeräusch der Ventilsteuerung vor allem bei kaltem Motor kaum zu verhindern. Bei Kleinmotoren besonders relevant sind die durch die größere Anzahl an Bauteilen höheren Herstellungskosten. Daher können sich in diesem Bereich SV-Motoren bis heute halten, so dass sich bei Rasenmähern, abhängig von der Preislage, parallel Modelle mit SV- und OHV-Motoren finden.

### Nachteile gegenüber OHC
Der Nachteil gegenüber einem OHC-Motor besteht in der größeren Massenträgheit des Ventiltriebs. Durch die höhere Masse der bewegte Teile stoßen die erreichbaren Nenndrehzahlen schneller an ihre Grenzen.

## Mischform CIH
Eine Mischform aus OHV- und OHC-Bauweise ist CIH (Camshaft in Head), eine von Opel von ca. 1965 bis ca. 1994 verwendete Bauart, bei der die Nockenwelle seitlich im Zylinderkopf – insofern obenliegend – platziert ist und die Ventile ohne Stoßstangen mit kurzen Stößeln und Kipphebeln betätigt. Diese Bauart ermöglicht durch geringere oszillierende Massen etwas höhere Drehzahlen als bei OHV-Motoren mit langen Stoßstangen. Die 6-Zylinder-Varianten (wie im Kapitän/Admiral/Diplomat) wurden wie spätere 4-Zylinder ab 1,9 l Hubraum mit selbstnachstellenden Hydrostößeln (4-Zylinder erstmals im Opel Rekord D Motor 1,9SH, Baujahr 1972) ausgerüstet, wodurch sich die Kontrolle des Ventilspiels erübrigte. Im Zuge dieser Maßnahme wurde auch die Steuerkette mit einem hydraulischen Kettenspanner versehen und somit der Wartungsaufwand bei diesen Motoren verringert.

## Obengesteuert/untengesteuert
Diese Begriffe wurden bei Überarbeitung der Terminologie-Norm DIN 1940 "Verbrennungsmotoren" des DIN e. V. im März 1958 in das deutsche Normenwerk eingeführt. Danach liegen bei einem obengesteuerten Motor Ventilteller und Gaswege oberhalb einer Ebene, die auf dem im oberen Totpunkt befindlichen Kolben aufliegt, beim untengesteuerten Motor liegen sie in oder unterhalb dieser Ebene. Werden andere Steuereinrichtungen – statt Ventilen – verwendet, gelten diese Definitionen sinngemäß.
Entsprechend heißen auch die Ventile obengesteuert – unabhängig von der Lage der Nockenwelle – oder untengesteuert.
Die Formulierungen oberhalb/unterhalb beziehen sich dabei auf eine gewöhnliche Einbaulage des Motors: Die Kurbelwelle befindet sich unterhalb der Kolben – auch bei Sternmotoren –, die entgegengesetzte Richtung weist nach oberhalb.
Die aktuelle (Stand: April 2013) Ausgabe dieser Norm ist im Dezember 1976 ausgegeben worden.